# Мохегани
Мохегани (на английски: Mohegan) е северноамериканско индианско племе, което в началото на 17 век живее в горната част на долината на река Темза в южен Кънектикът. Мохеганите не трябва да се бъркат с мохиканите, което е съвсем отделно племе. До 1633 г. мохеганите не съществуват като самостоятелно племе, а са част от пекуотите. През 1633 г. в редиците на пекуотите настъпва разделение по въпроса за търговията с белите. Тези които искат да търгуват с холандците се събират около върховния вожд Сасакус, а тези които са за търговия с англичаните се обединяват около втория вожд Ункас. Съперничеството между двете фракции става толкова голяма, че Ункас с около 50 семейства напускат пекуотите и се заселват в отделно село. Разделението става окончателно, след като Ункас се съюзява с английските търговци. Новосформираното племе приема името на клана на Ункас „вълк – мохеган“. Оттук насетне съдбата на мохеганите се свързва завинаги с британците. След унищожението на пекуотите през 1637 г. мохеганите стават доминиращо племе в района. Въпреки това обаче редиците им бързо се топят в резултат на постоянните войни и болестите. До 1790 г. в Кънектикът остават всичко на всичко 200 души от племето. През 1970-те мохеганите се реорганизират и получават федерално признаване през 1994 г. В края на 20 век повечето от 1300-а членове на племето живеят в резервата (2,05 km²) на река Темза в Южен Кънектикът.

## История
Според повечето историци мохеганите идват в Кънектикът като част от пекуотите, от района на горната част на река Хъдсън и езерото Шамплейн в Ню Йорк. Това става някъде около 1500 г. Причините за преместването им не са известни. Преди да дойдат в Кънектикът и да се установят в долината на река Темза, вероятно са били част от мистериозното племе адирондак, което доминира в областта около езерото Шамплейн в периода преди създаването на Ирокезката лига. Идвайки в Кънектикът, те заварват тук множество слабо организирани племена, живеещи мирно едно с друго. За разлика от тях пекуотите са мощно войнствено племе със силна централна власт, способно да подчини с лекота миролюбивите си съседи.

### Първа среща с европейците
През 1614 г., мохеганите, все още част от пекуотите, се срещат с нидерландците в долното течение на река Кънектикът. През следващите няколко години търговията с кожи се увеличава драстично и през 1622 г. нидерландците основават постоянен търговски пост в близост до Хартфорд, като имат намерение да търгуват с всички племена в областта. Пекуотите обаче имат други амбиции. Като доминиращо племе те желаят да контролират изцяло търговията. След големи спорове и стигайки почти до избухването на война, накрая нидерландците отстъпват пред пекуотите. Това се оказва полезно и за двете страни. През следващите десет години пекуотите изпълняват ролята на посредници в търговията между останалите племена в района и нидерландците, и събират такси за преминаване през територията им. Нидерландците са доволни, че така почти всички кожи достигат до тях. Положението обаче се променя след 1633 г., когато пристигат английските търговци от Бостън и построяват нов търговски пункт близо до Уиндзор. От това място англичаните вземат всички кожи, идващи от вътрешността, преди те да достигнат пекуотите и холандците. За пекуотите това е директно предизвикателство към властта им в района. Много от племената, които са им подчинени, посрещат англичаните като освободители и започват да търгуват директно с тях. На всичкото отгоре англичаните започват масово фабрично производство на вампуми, които са основната разменна стока и наводняват пазара с тях. Масовото производство на вампуми значително понижава стойността им, а това директно рефлектира върху пекуотите, които държат монопола в производството на вампуми, които са основният им източник на богатство.

### Появата на мохеган
Огромната конкуренция между англичаните и нидерландците в региона сериозно се отразява и на пекуотите. В редиците им започват да се появяват сериозни разделения относно въпросите за търговията. Една част от пекуотите, водени от Сасакус са за търговия с холандците, докато друга част, обединени около Ункас не виждат причини защо да не търгуват и с двете страни. Към това разделение се прибавя и лично съперничество между Сасакус и Ункас. Когато през 1631 г. умира върховният вожд, Уопигуит, съветът на пекуотите избира за нов главен вожд Сасакус. Ункас обаче никога не приема това решение на съвета. Постепенно конфронтацията между двете фракции на племето прераства в насилие насочено срещу белите търговци. Едните убиват нидерландци, а другите англичани. Накрая Ункас с около 50 семейства напускат пекуотите и се заселват в отделно село, разположено на брега на река Кънектикът северно от Лайм. Разделението става окончателно, когато Ункас се съюзява с английските търговци. Постепенно някои племена бързо отхвърлят господството на пекуототе и се присъединяват към Ункас. Бунтовническата фракция бързо се разраства и пекуотите и Сасакус вече не са в състояние да ги върнат обратно в племето. Новата група приема името на клана на Ункас и започва да се нарича мохеган – вълк. Това разделение не е приятелско и осакатява пекуотите в решаващ момент. През зимата на 1634/1635 г. епидемия от едра шарка покосява двете сега отделни племена. В допълнение към това през лятото на 1635 г. англичаните построяват нов пост в Сейбрук, близо до устието на Кънектикът, и така блокират достъпа на нидерландците до реката и ги принуждават да изоставят поста си в Хартфорд, оставяйки пекуотите без подкрепа. В същото време нарагансетите се възползват от ситуацията и атакуват отслабените пекуоти, и успяват да си върнат ловната територия в югозападен Роуд Айлънд, отнета им през 1622 г. С отстраняването на нидерландците от региона, Кънектикът става свободен за английско заселване. Първите заселници пристигат в долината на Кънектикът през 1636 г. Още от самото начало има конфликти между тях и пекуотите, които прерастват в открита война през лятото на същата година. Мохеганите отказват да подкрепят бившите си съплеменници във войната и застават на страната на англичаните.

### Мохеган – господстващо племе в южна Нова Англия
След войната около 1500 пекуоти и западни ниантики са поставени от английските власти под контрола на мохеганите. Така с общо население от над 3000 души и в съюз с колониите Кънектикът и Масачузегс, мохеганите излизат от войната като едно от най-мощните племена в Нова Англия. Единствен съперник остава нарагансет. През 1644 г. английски доброволци от Кънектикът и скаути мохегани подпомагат нидерланците във войната им с уапинга в долината на река Хъдсън. Виждайки, че мохеганите са ангажирани другаде, нарагансетите решават, че момента е подходящ да атакуват и смажат съперниците си. Главният вожд на нарагансет Миантономо с 900 войни атакува основното мохеганско село, но в края на битката мохеганите с последни сили контраатакуват и успяват да заловят Миантономо. Обезсърчени от загубата на вожда си, нарагансетите отстъпват. По-късно Миантономо е убит от воин мохеган. Смъртта на Миантономо слага край на господството на нарагансет. Нямащи вече никакви съперници, мохеганите започват да разширяват властта си на север и на запад. На подчинените племена, които не могат да им плащат данък, мохеганите им взимат земите и ги продават на англичаните. Тираничното отношение и посегателствата принуждават някои матабесики в северен Кънектикът, като неуаше, пескантук, покуанок и сикаог да се обърнат за помощ към покумтуките. Те приветстват новите съюзници, но сега наред с войната им с мохоките трябва да ги защитават и от мохеганите. По време на Войната на крал Филип през (1675 – 1676 г.), мохеганите подкрепят англичаните. След разгрома на въстанието те остават единственото важно племе в Нова Англия и въпреки че много от победените племена получават разрешение да живеят с тях, населението на племето бързо намалява.

### Разединение и реорганизация
Мохегани служат като скаути по време на Войната на крал Уилям (1688 – 1696) и на кралица Ан (1701 – 1713). По време на Войната Грей Лок (1723 – 1727), 42-ма скаути мохегани са единствените останали трудоспособни мъже от племето. Междувременно заради силно намалялото им население, дълговете натрупани към търговците ги принуждават да продават земите си. От 1721 г. всичко, което им остава от бившата им родина са около 4000 акра. Натъпквани във все по-малко пространство, групи от племето започват да напускат Кънектикът. Около 300 се присъединяват към индианците Брадъртън. До 1790 г. само 200 мохегани остават в Кънектикът, когато последните им останали 2300 акра от земята са разделени на парцели. Щатът Кънектикът конфискува и продава незаетите парцели през 1861 г., без да пита мохеганите. През 1970-те племето се реорганизира и получава федерално признаване през 1994 г.